# Kitchi Island
《Kitchi Island》는 대한민국의 음악 그룹 쥬얼리의 5번째 정규 앨범이다. 2008년 2월 20일 발매되었다. 발매된뒤 음악 프로그램 뮤직뱅크에서 당시 7주 연속 1위라는 대기록을 남겼다.

## 특징
- 하주연, 김은정이 영입되고 나서의 첫 앨범이다.
- 타이틀곡은 〈One More Time〉이다. 이 곡의 경우 원래는 MC몽이 부를 뻔 했다[2].
- 후렴구 부분의 ET춤이 유행하였다.
- KBS2 뮤직뱅크 K차트에서 7주연속 1위라는 기록을 남겼다.(당시로서는 최초)

## 수록곡
1. 나는 나 너는 너
2. ..Holic
3. One More Time
4. 모를까봐서
5. The Cradle Song
6. Black Diamond
7. 모두 다 쉿!
8. Stay With Me
9. Don`t Know Why
10. 모를까봐서 (Inst.)
11. One More Time (Inst.)